# Capitale arabe de la culture
Pour les articles homonymes, voir Capitale de la culture.
La Capitale arabe de la culture  est une initiative prise par la Ligue arabe dans le cadre du programme de capitales culturelles de l'UNESCO pour promouvoir et célébrer la culture arabe et encourager coopération dans la région arabe.

## Capitales arabes de la culture
| Année | Ville           | Membre participant  |
| ----- | --------------- | ------------------- |
| 1996  | Le Caire        | Égypte              |
| 1997  | Tunis           | Tunisie             |
| 1998  | Sharjah         | Émirats arabes unis |
| 1999  | Beyrouth        | Liban               |
| 2000  | Riyad           | Arabie saoudite     |
| 2001  | Koweït          | Koweït              |
| 2002  | Amman           | Jordanie            |
| 2003  | Rabat           | Maroc               |
| 2004  | Sana'a          | Yémen               |
| 2005  | Khartoum        | Soudan              |
| 2006  | Mascate         | Oman                |
| 2007  | Alger           | Algérie             |
| 2008  | Damas           | Syrie               |
| 2009  | Jérusalem,      | Palestine           |
| 2010  | Doha            | Qatar               |
| 2011  | Syrte           | Libye               |
| 2012  | Manama          | Bahreïn             |
| 2013  | Bagdad          | Irak                |
| 2014  | Tripoli         | Libye               |
| 2015  | Constantine     | Algérie             |
| 2016  | Sfax            | Tunisie             |
| 2017  | Louxor          | Égypte              |
| 2018  | Oujda           | Maroc               |
| 2019  | Port-Soudan     | Soudan              |
| 2020  | Bethléem        | Palestine           |
| 2021  | Irbid           | Jordanie            |
| 2022  | Ville de Koweït | Koweït              |
| 2023  | Tripoli         | Liban               |

## Galerie

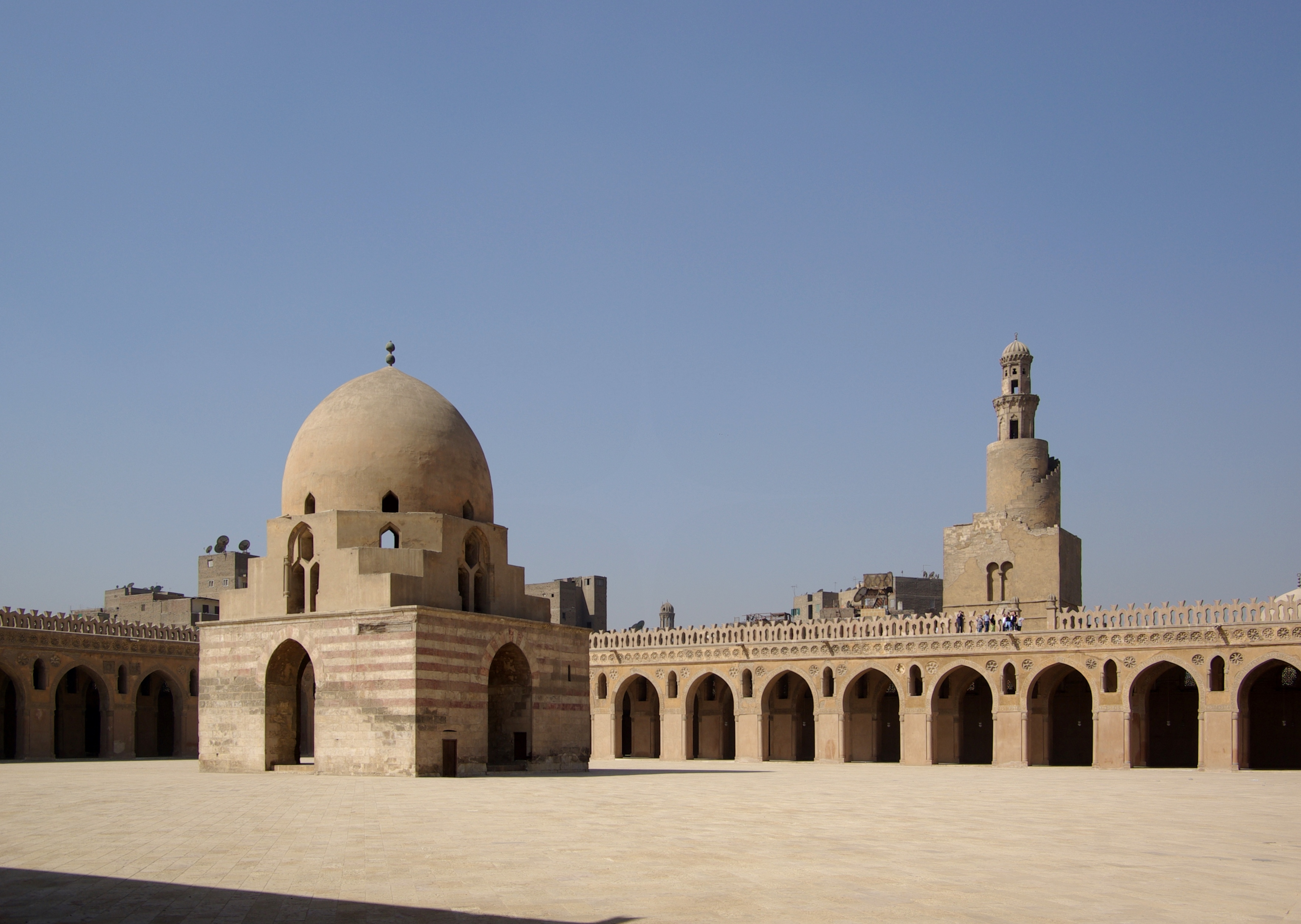
Le Caire , capitale arabe de la culture 1996 pour l'Égypte.
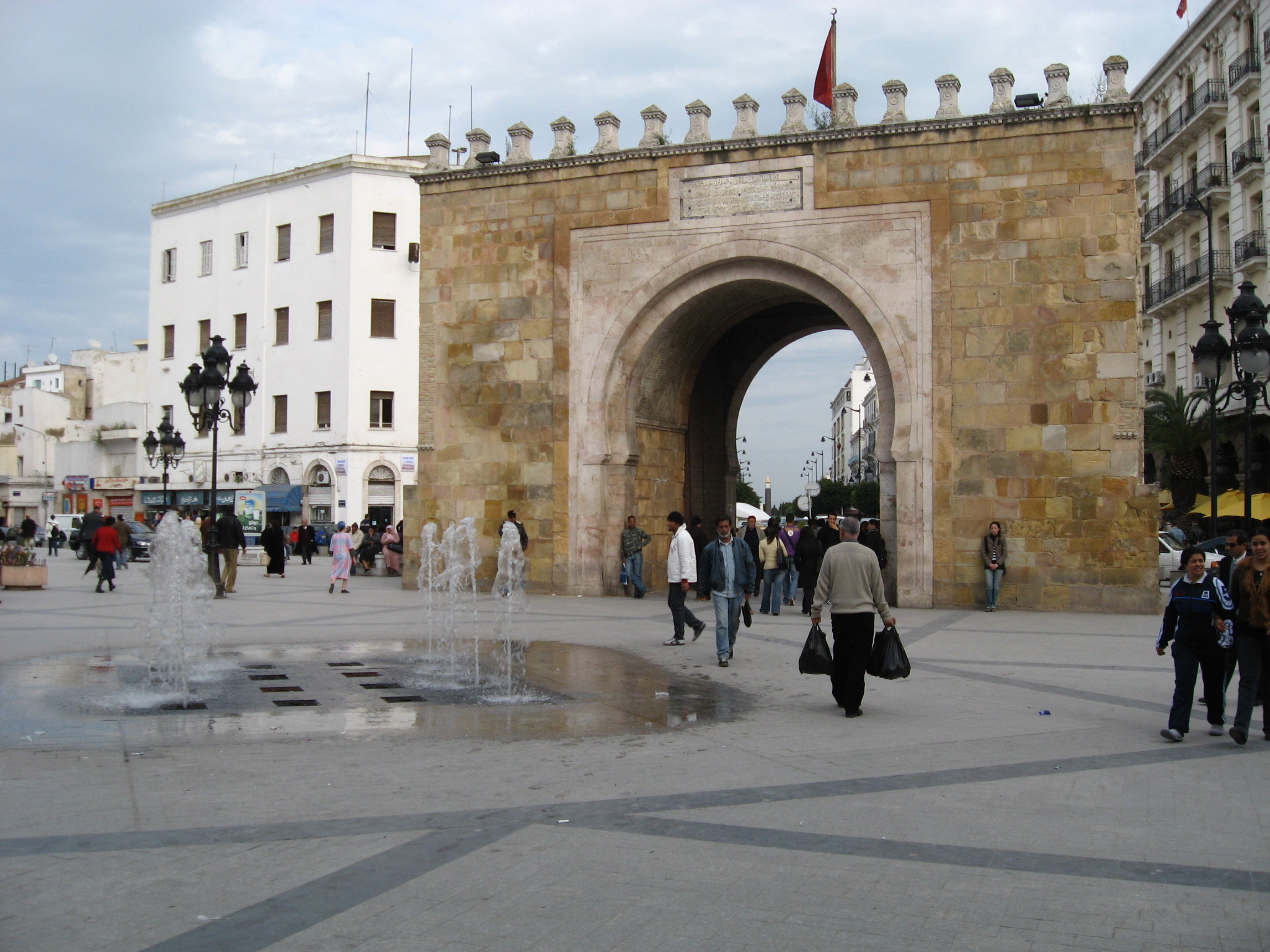
Tunis , capitale arabe de la culture 1997 pour la Tunisie.
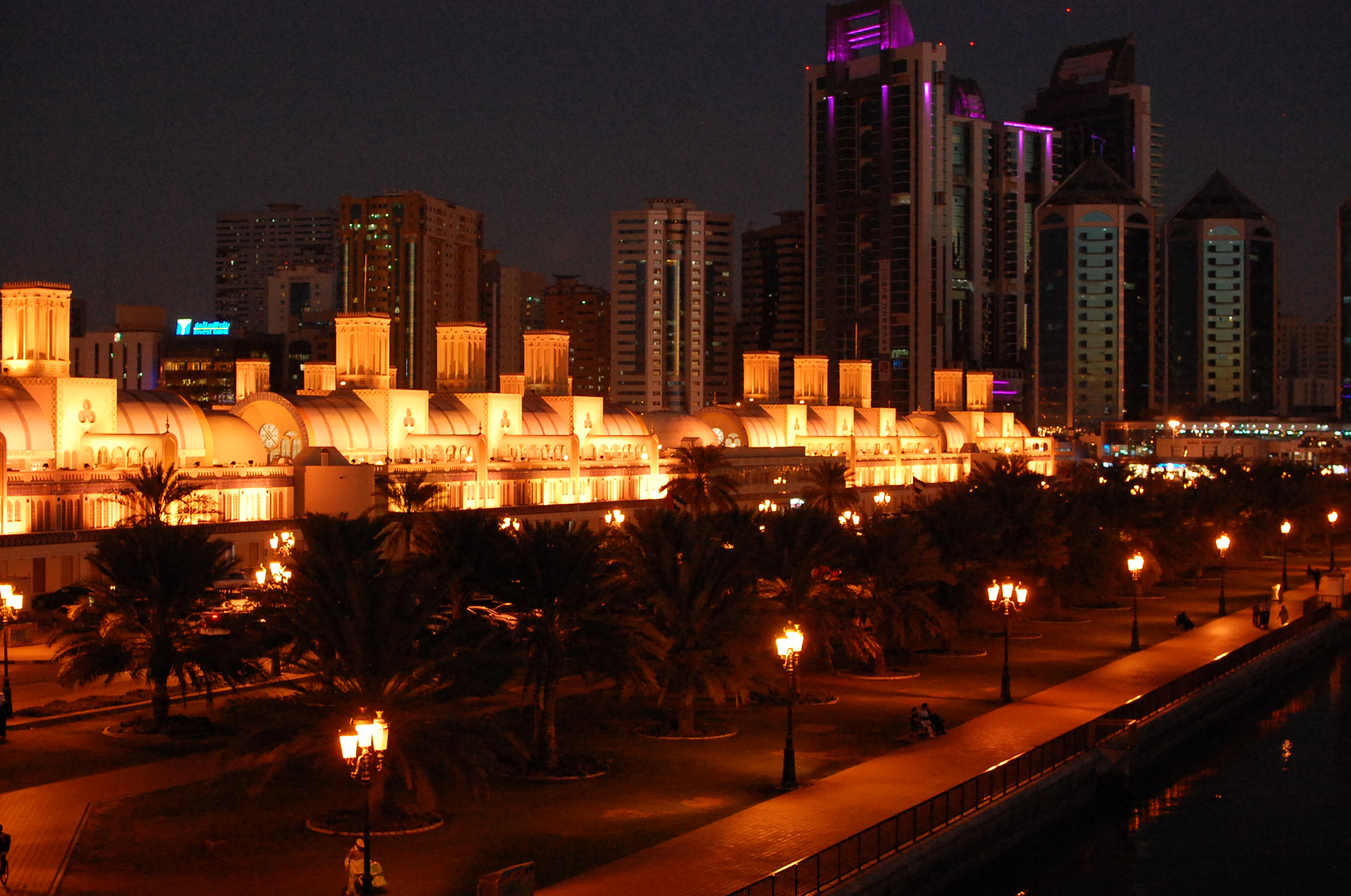
Charjah , capitale arabe de la culture 1998 pour les Émirats arabes unis.
Beyrouth , capitale arabe de la culture 1999 pour le Liban.
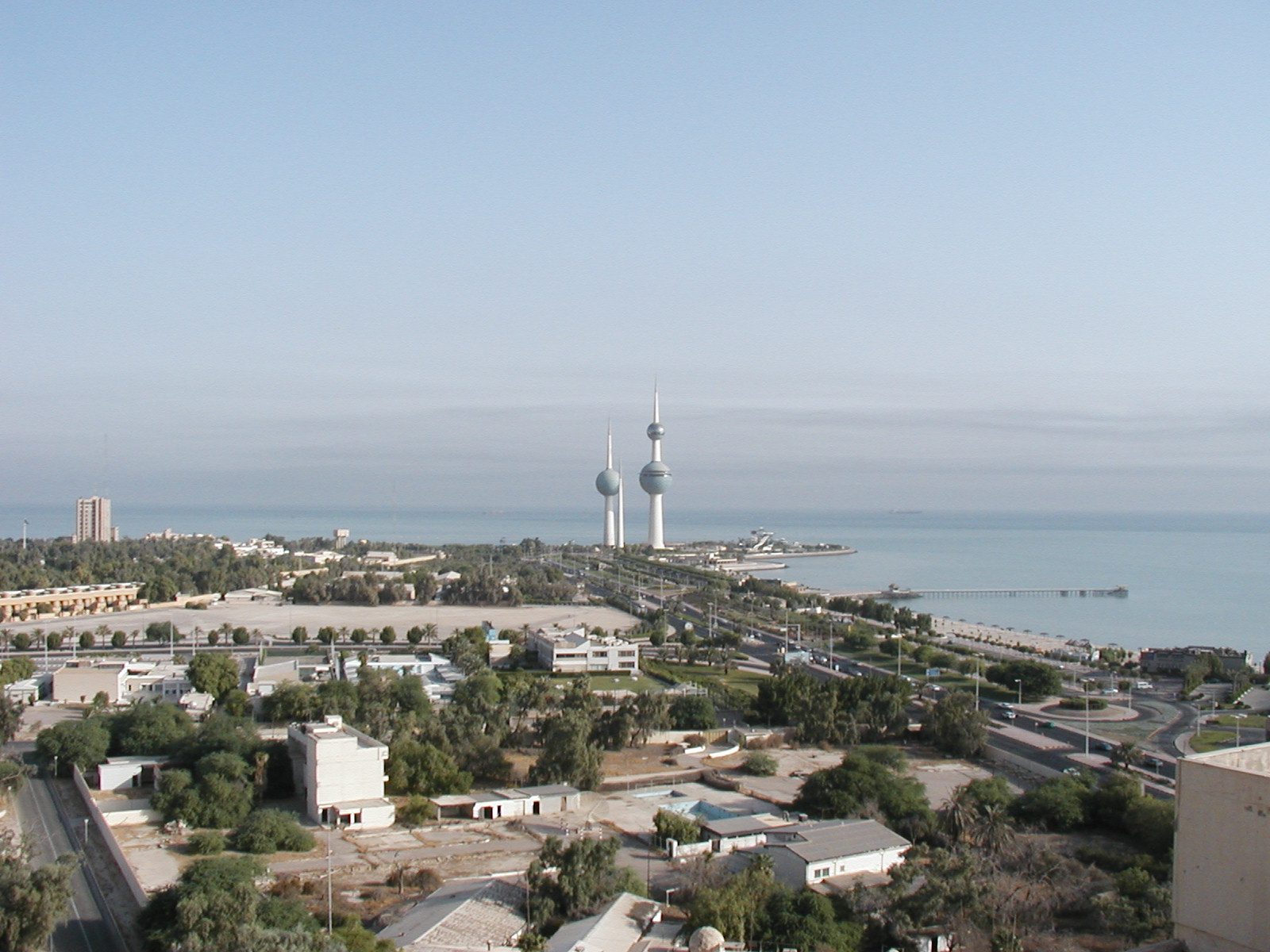
Koweït , capitale arabe de la culture 2001 et 2022 pour le Koweït.
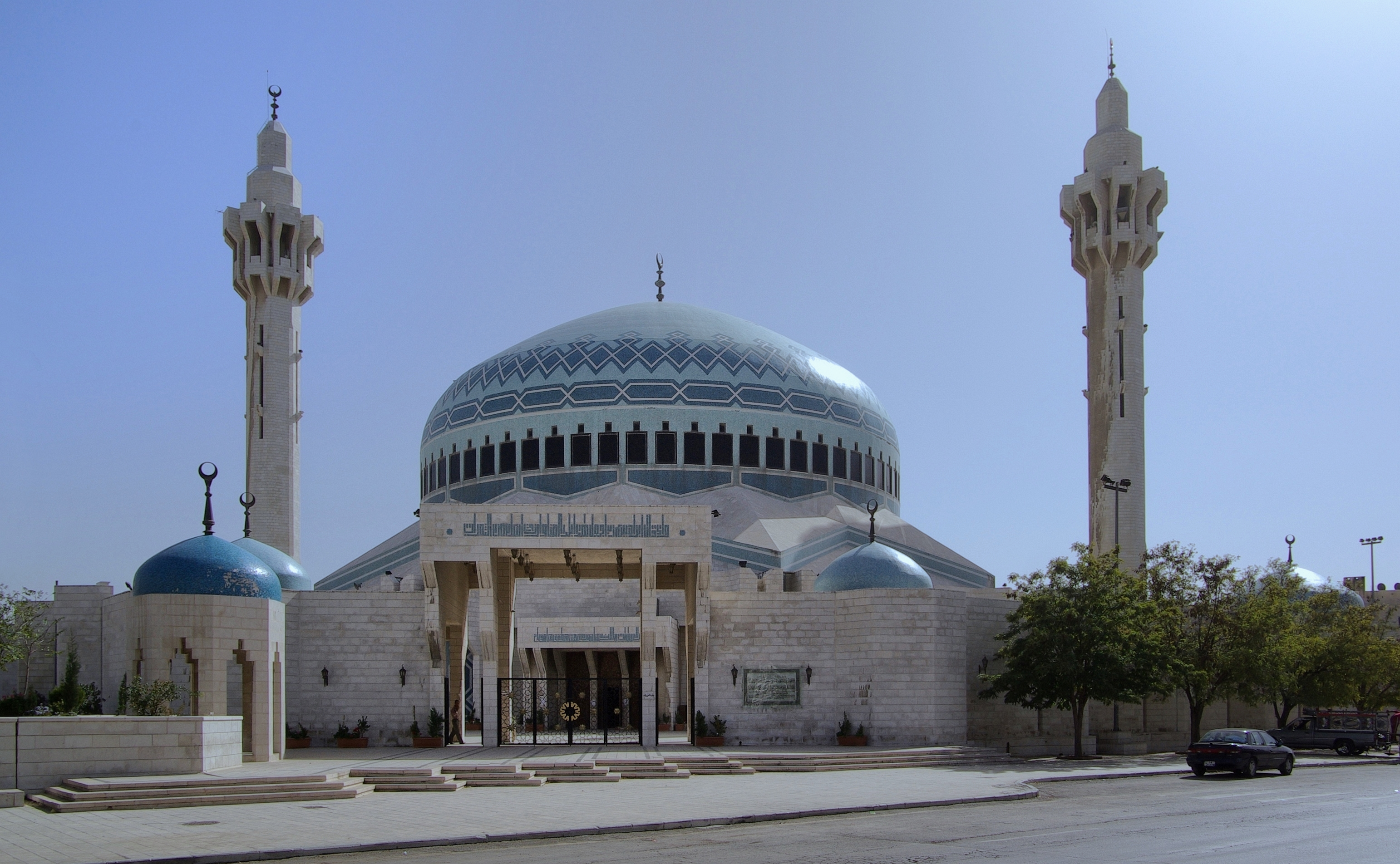
Amman , capitale arabe de la culture 2002 pour la Jordanie.
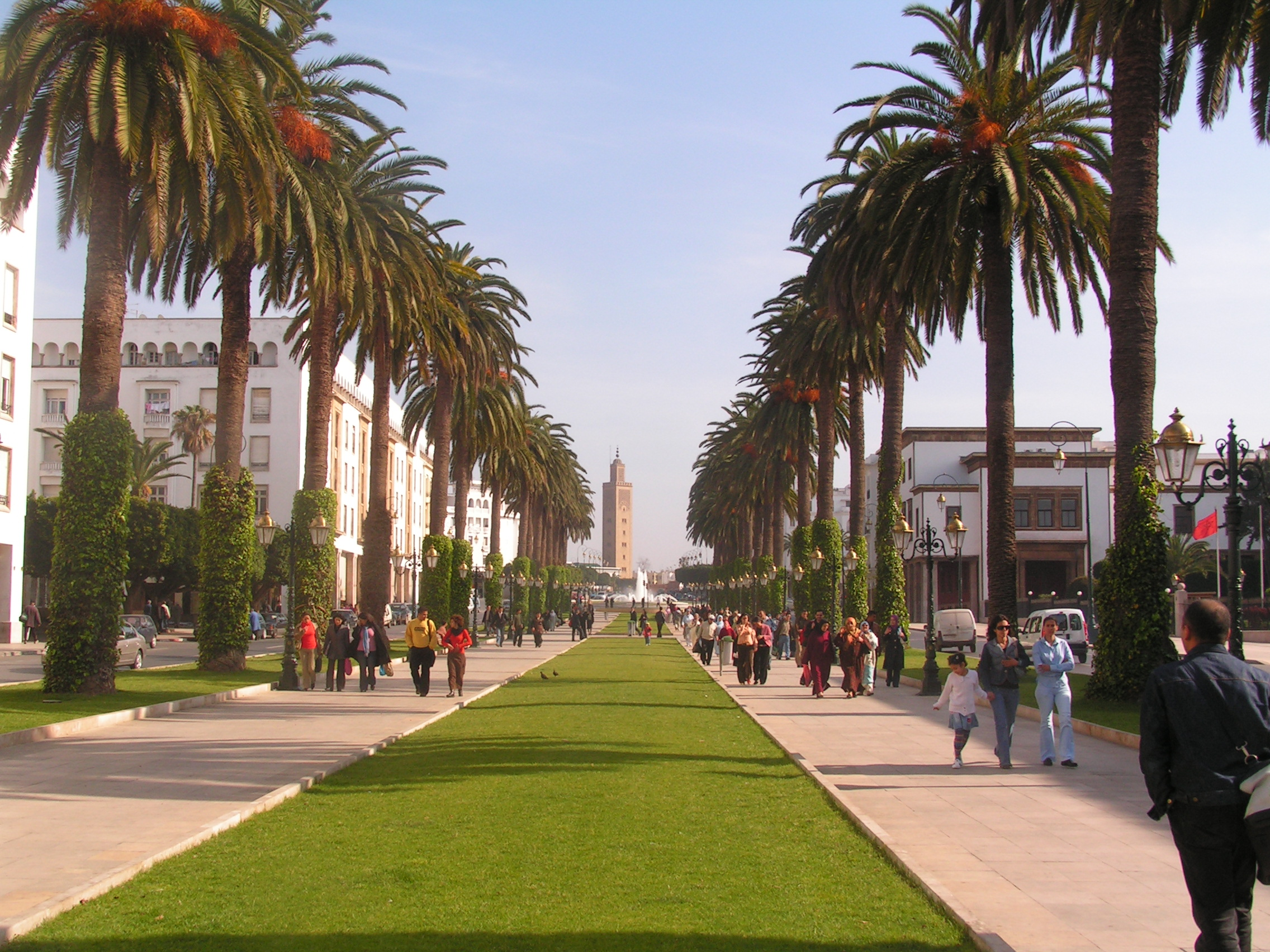
Rabat , capitale arabe de la culture 2003 pour le Maroc.
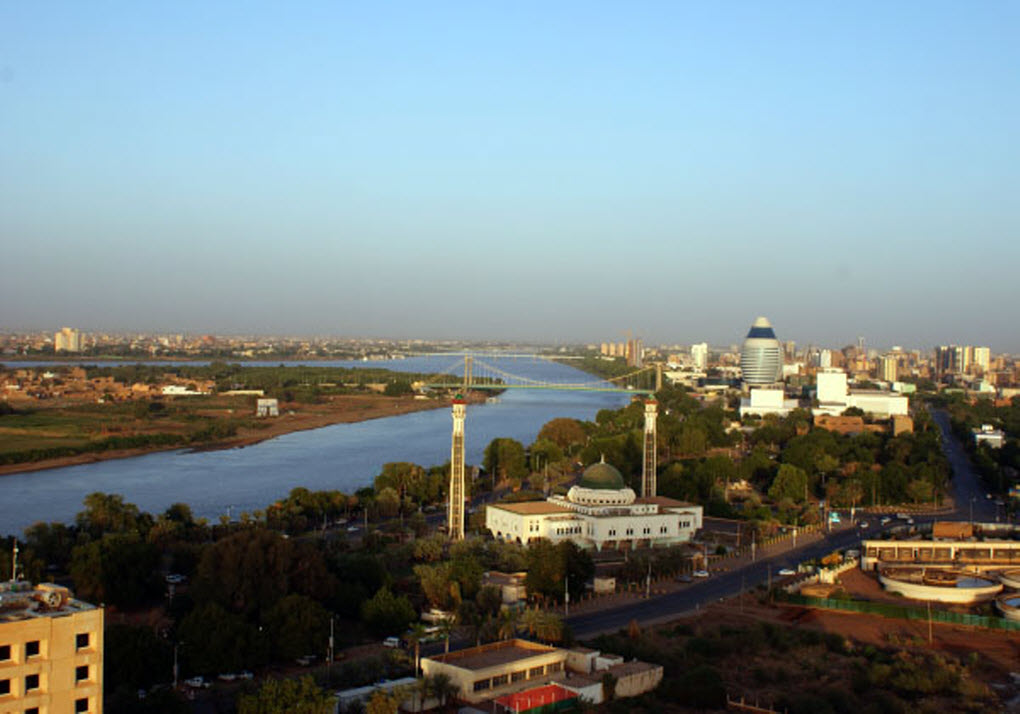
Khartoum , capitale arabe de la culture 2005 pour le Soudan.
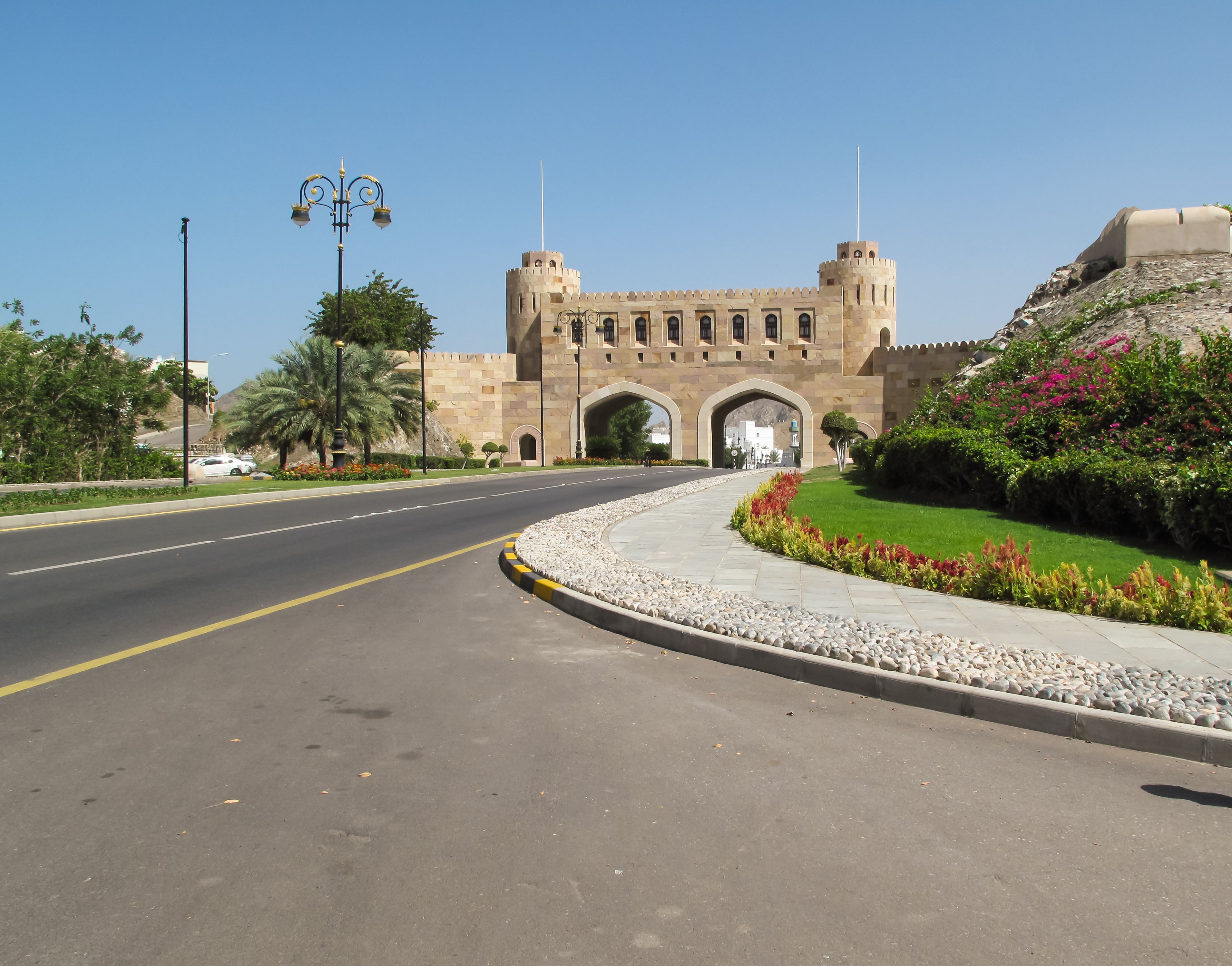
Mascate , capitale arabe de la culture 2006 pour l'Oman.
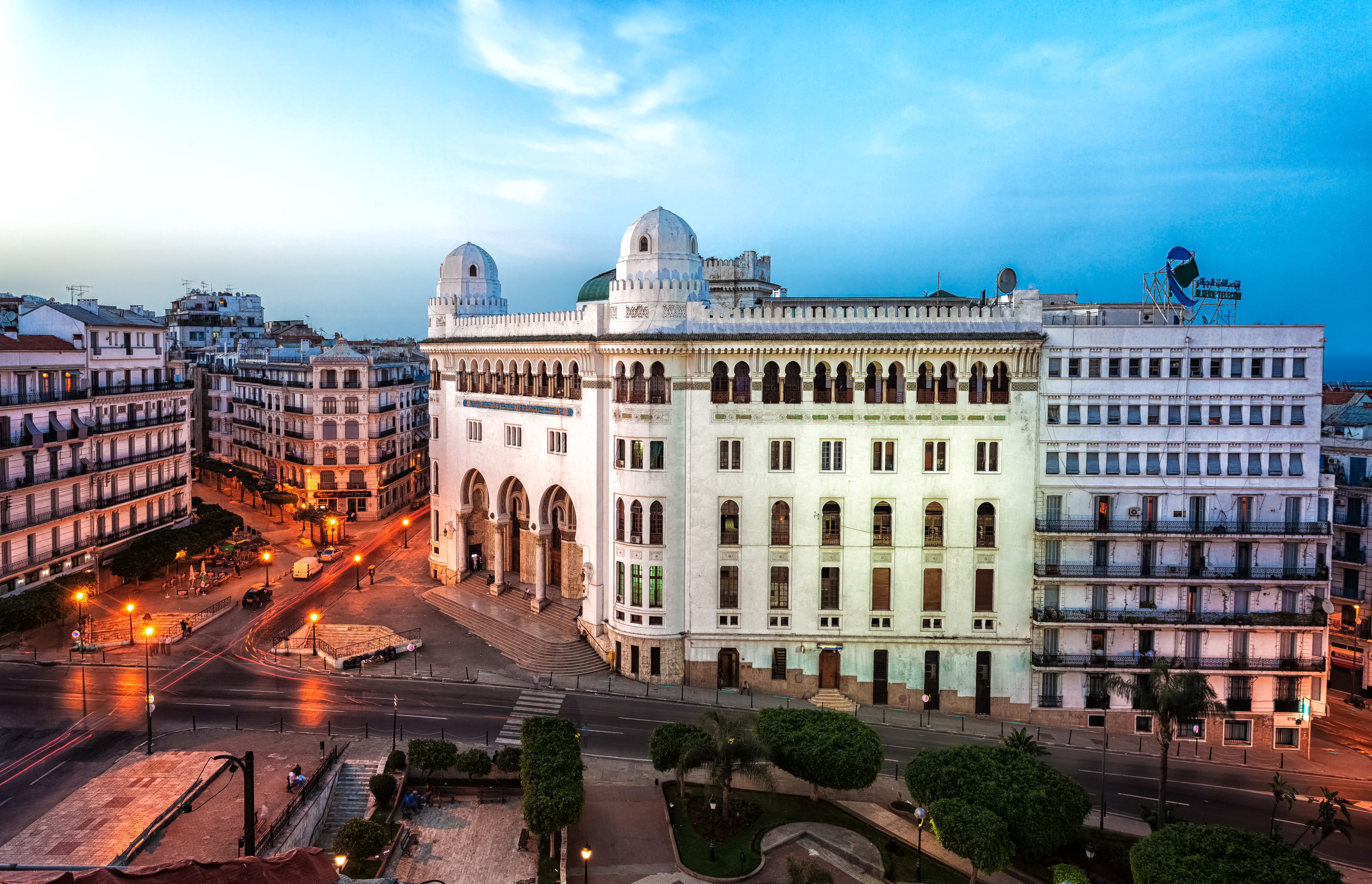
Alger , capitale arabe de la culture 2007 pour l'Algérie.
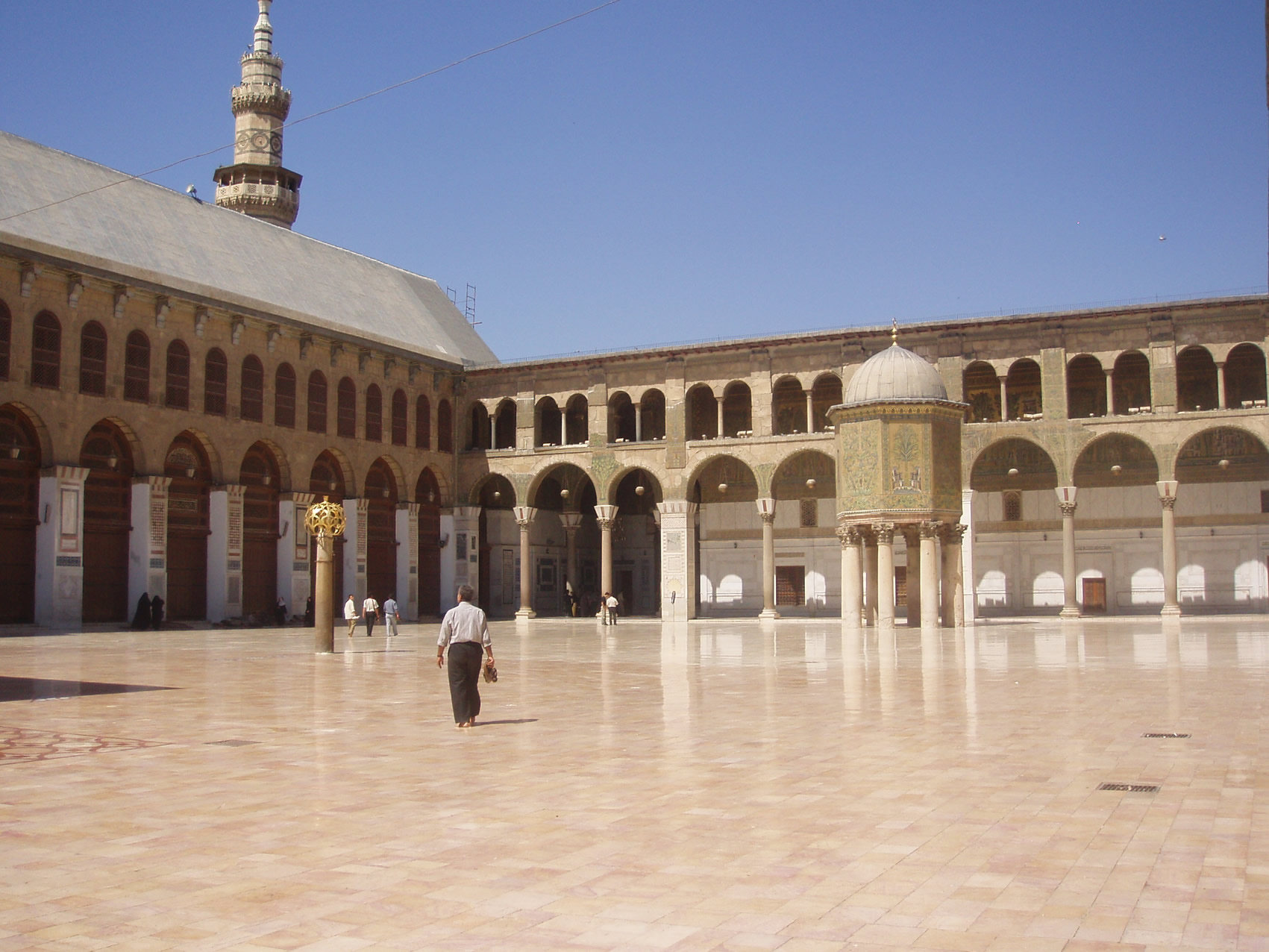
Damas , capitale arabe de la culture 2008 pour la Syrie.
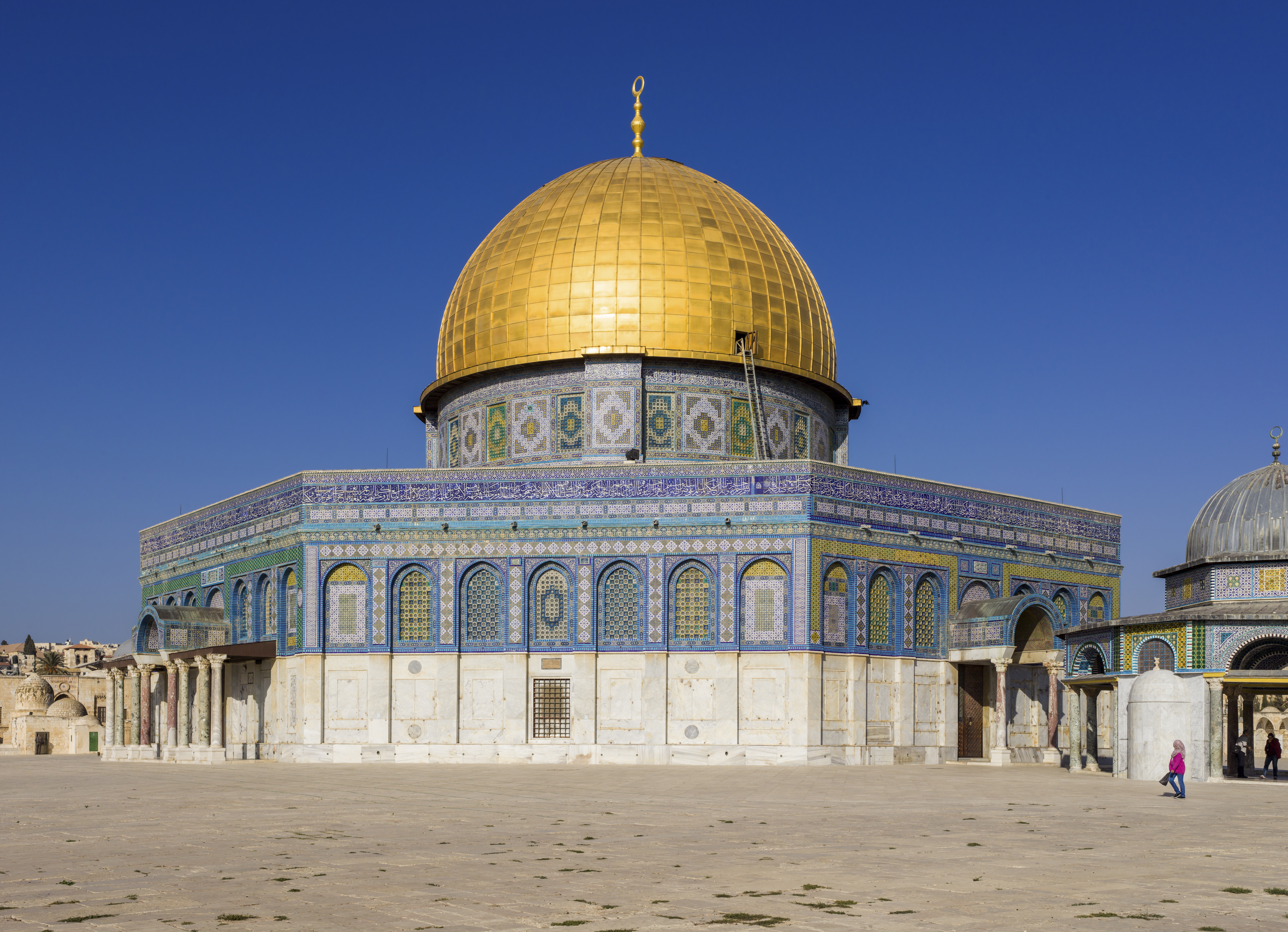
Jérusalem , capitale arabe de la culture 2009 pour la Palestine.
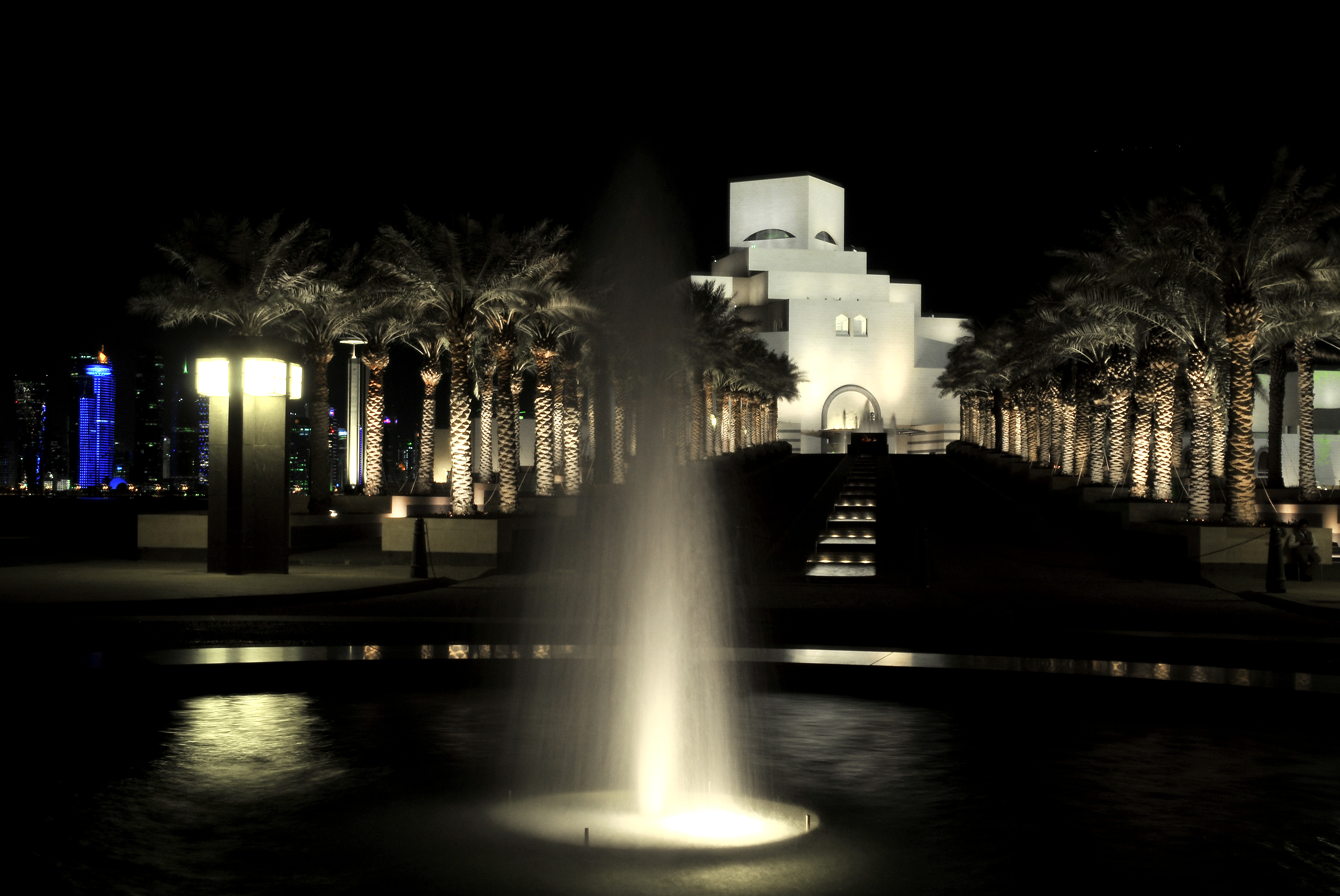
Doha , capitale arabe de la culture 2010 pour le Qatar.
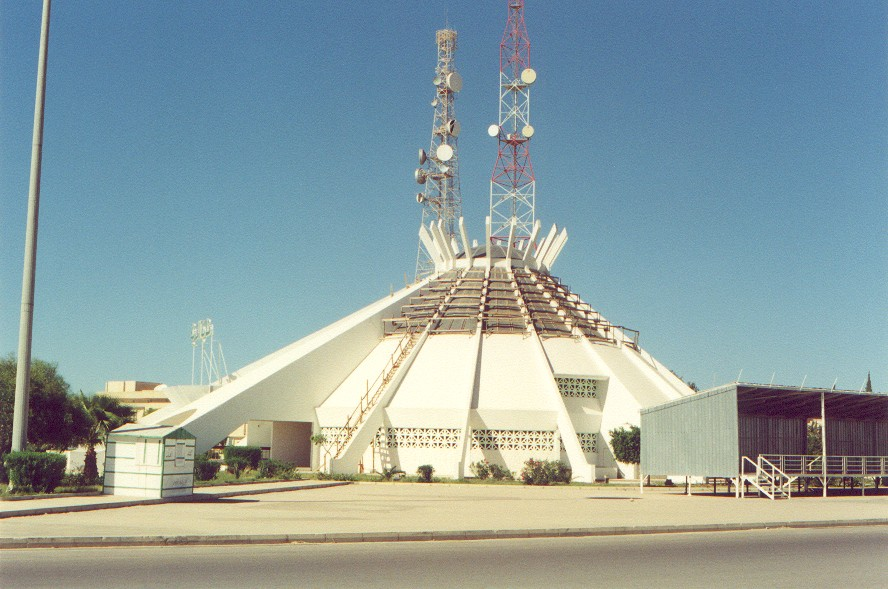
Syrte , capitale arabe de la culture 2011 pour la Libye.
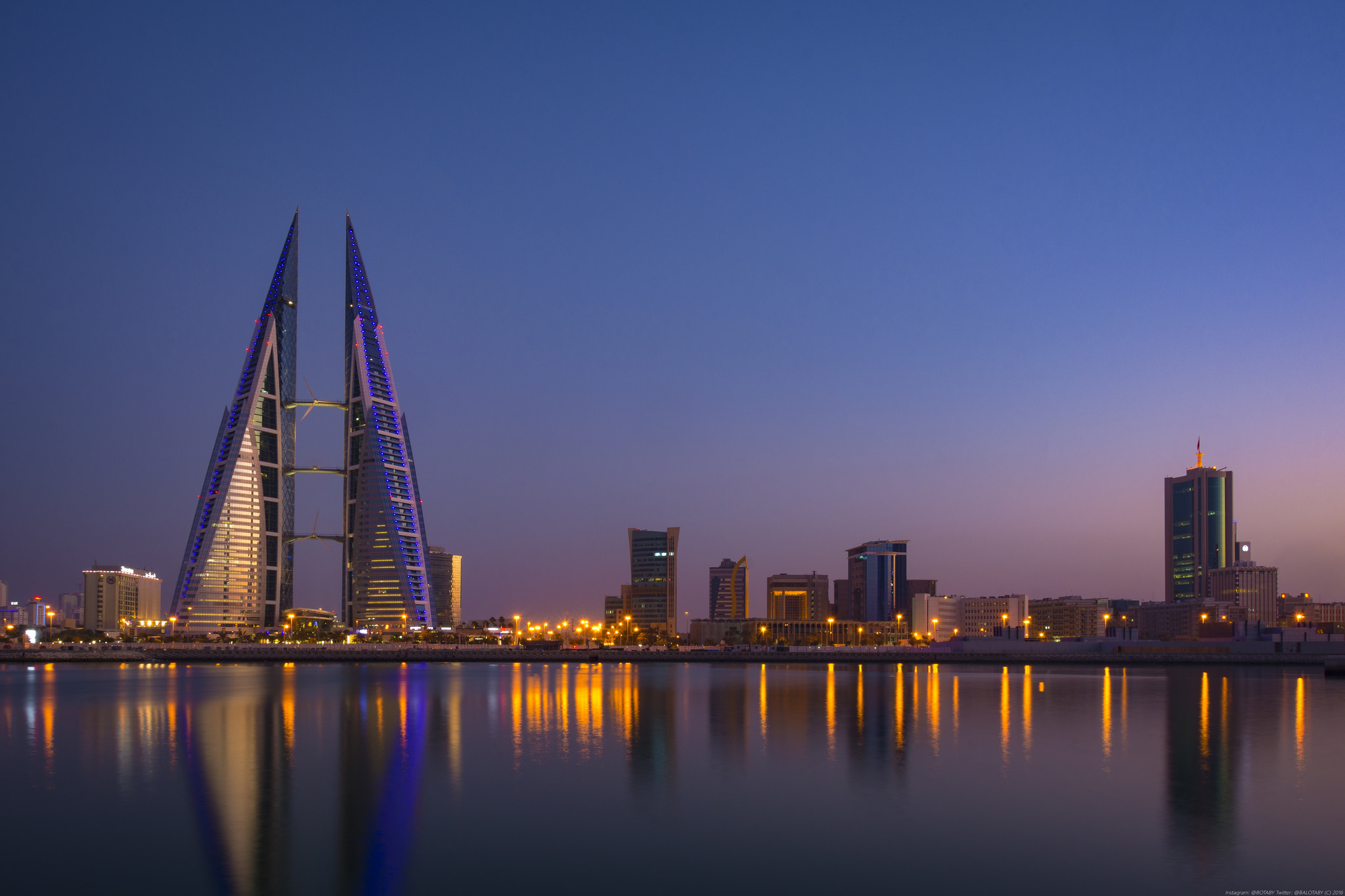
Manama , capitale arabe de la culture 2012 pour le Bahreïn.
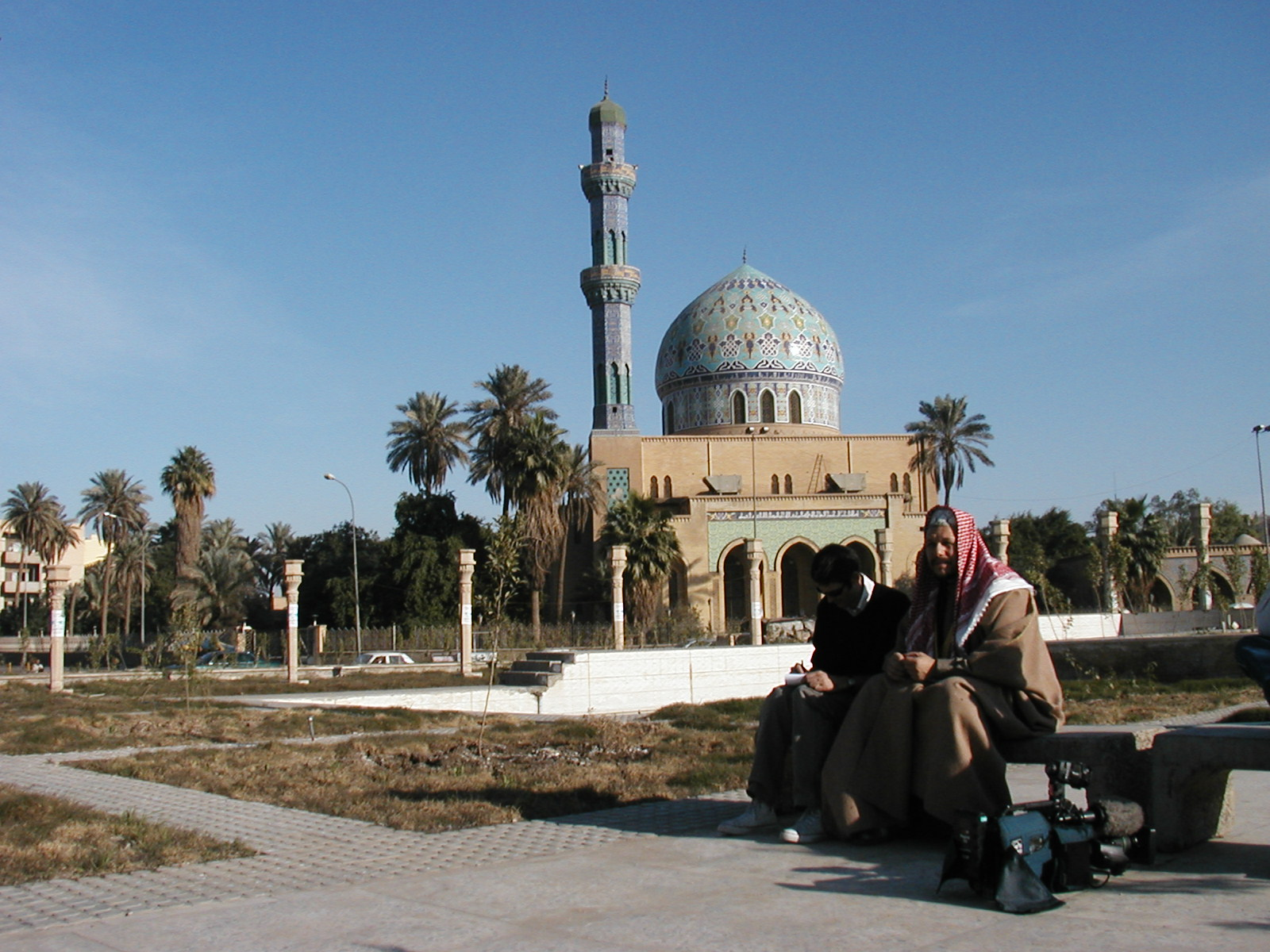
Bagdad , capitale arabe de la culture 2013 pour l'Irak.
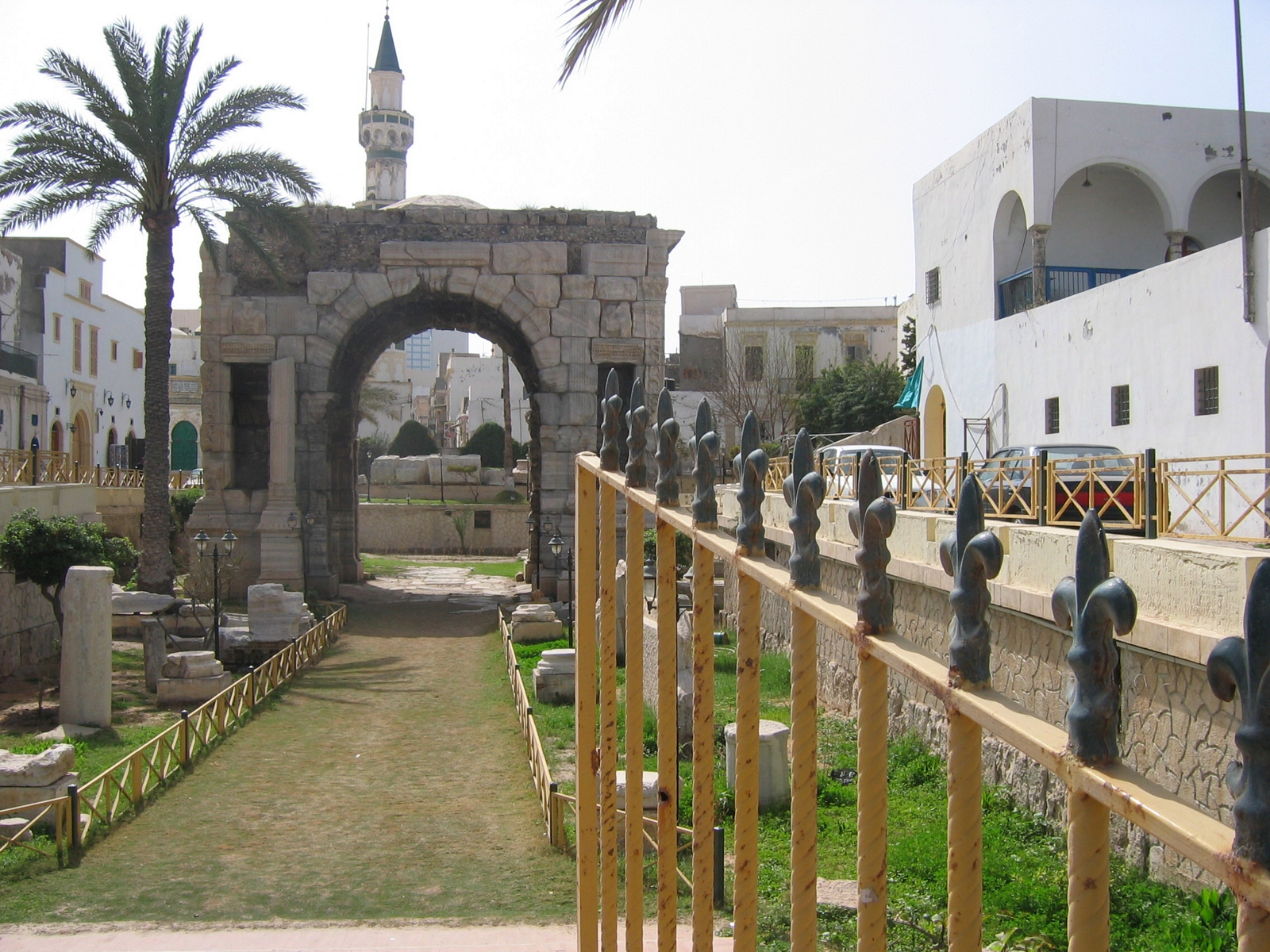
Tripoli , capitale arabe de la culture 2014 pour la Libye.
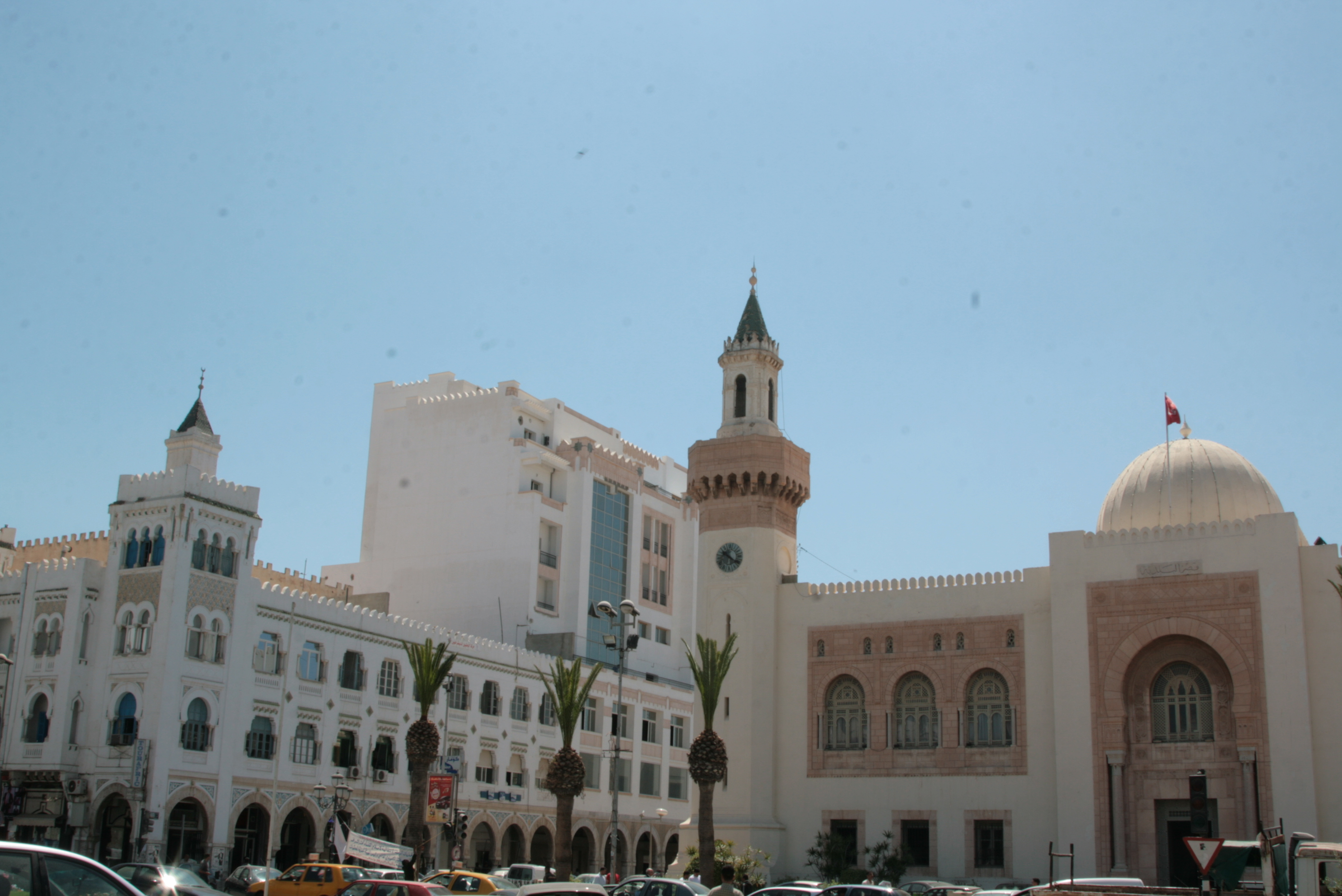
Sfax , capitale arabe de la culture 2016 pour la Tunisie.
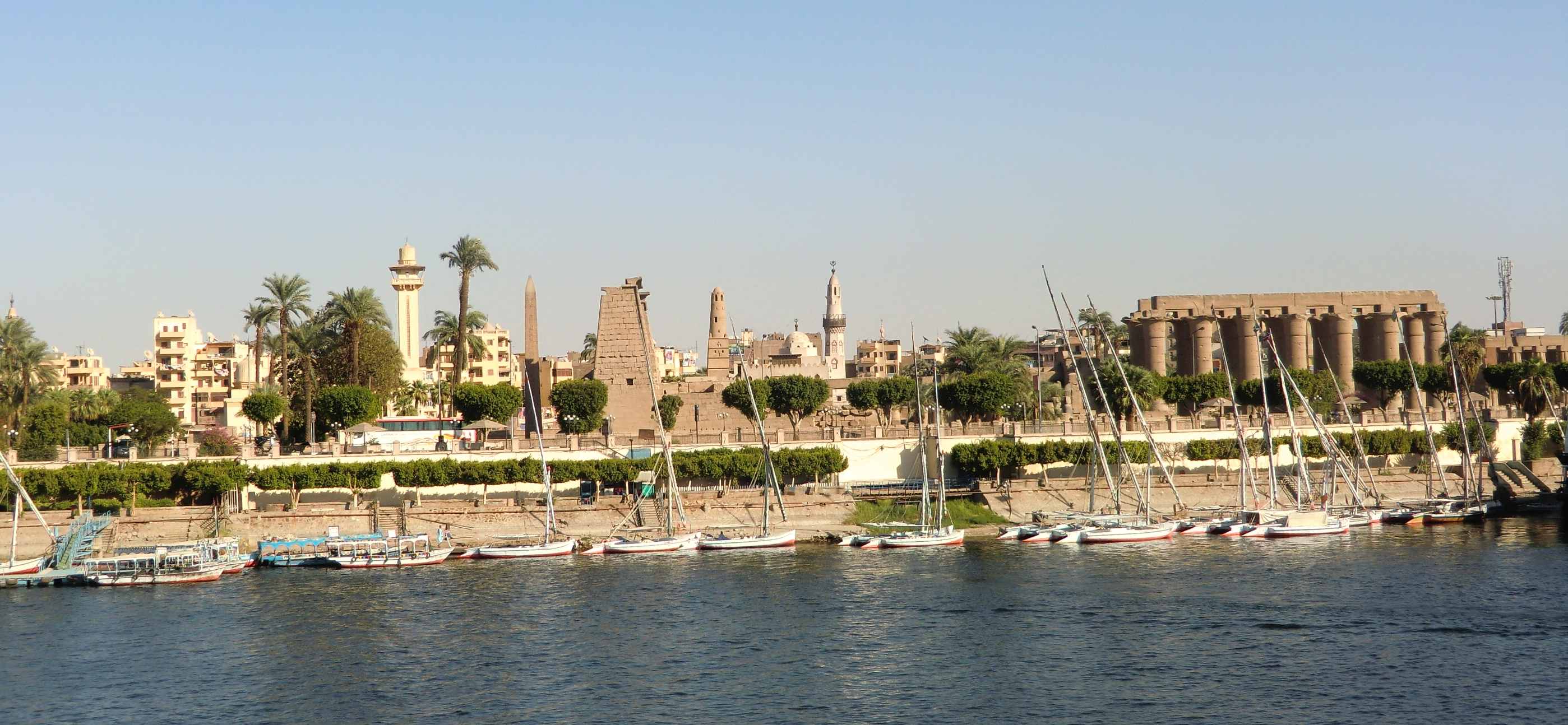
Louxor , capitale arabe de la culture 2017 pour l'Égypte.
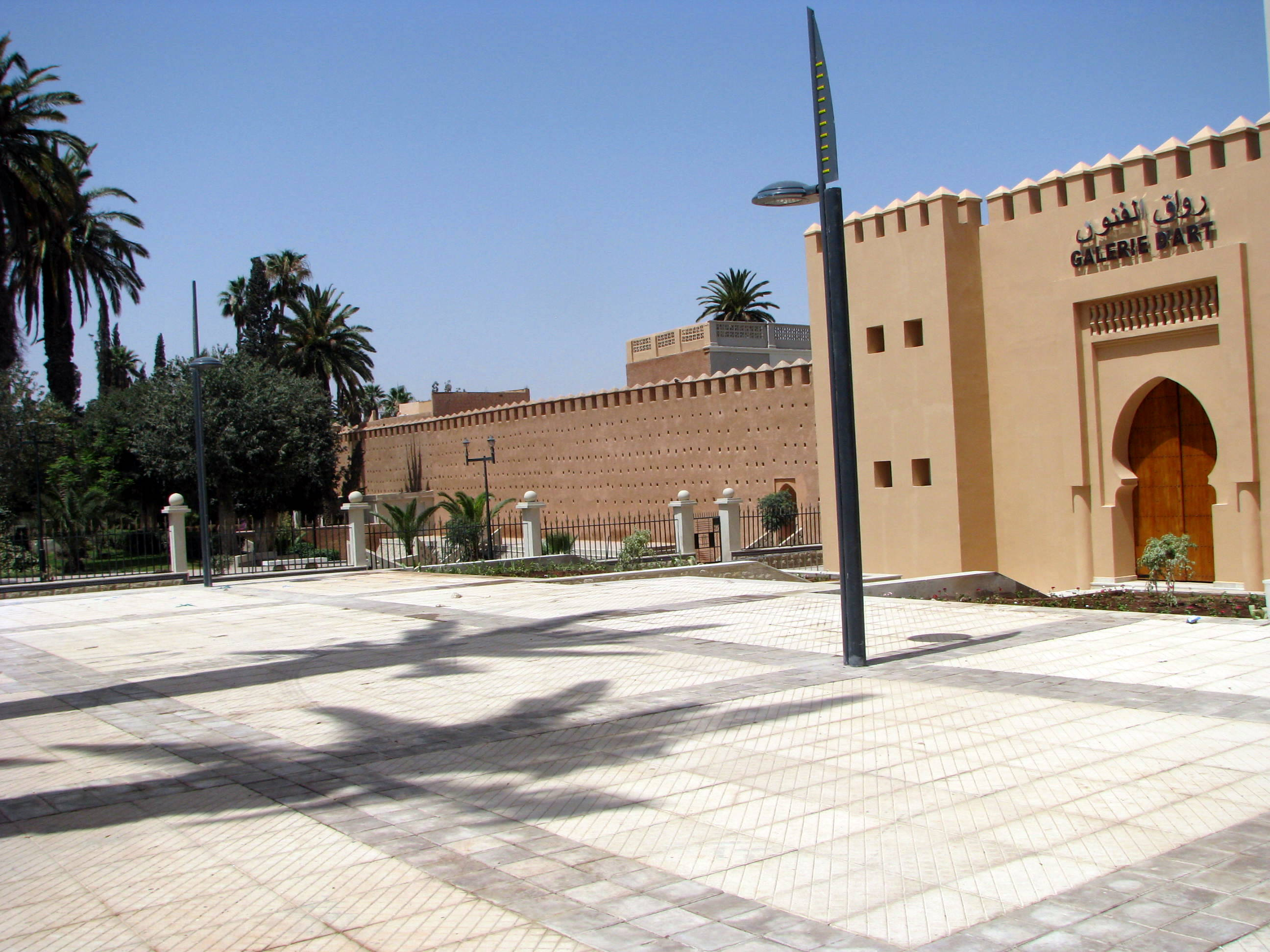
Oujda , capitale arabe de la culture 2018 pour le Maroc.
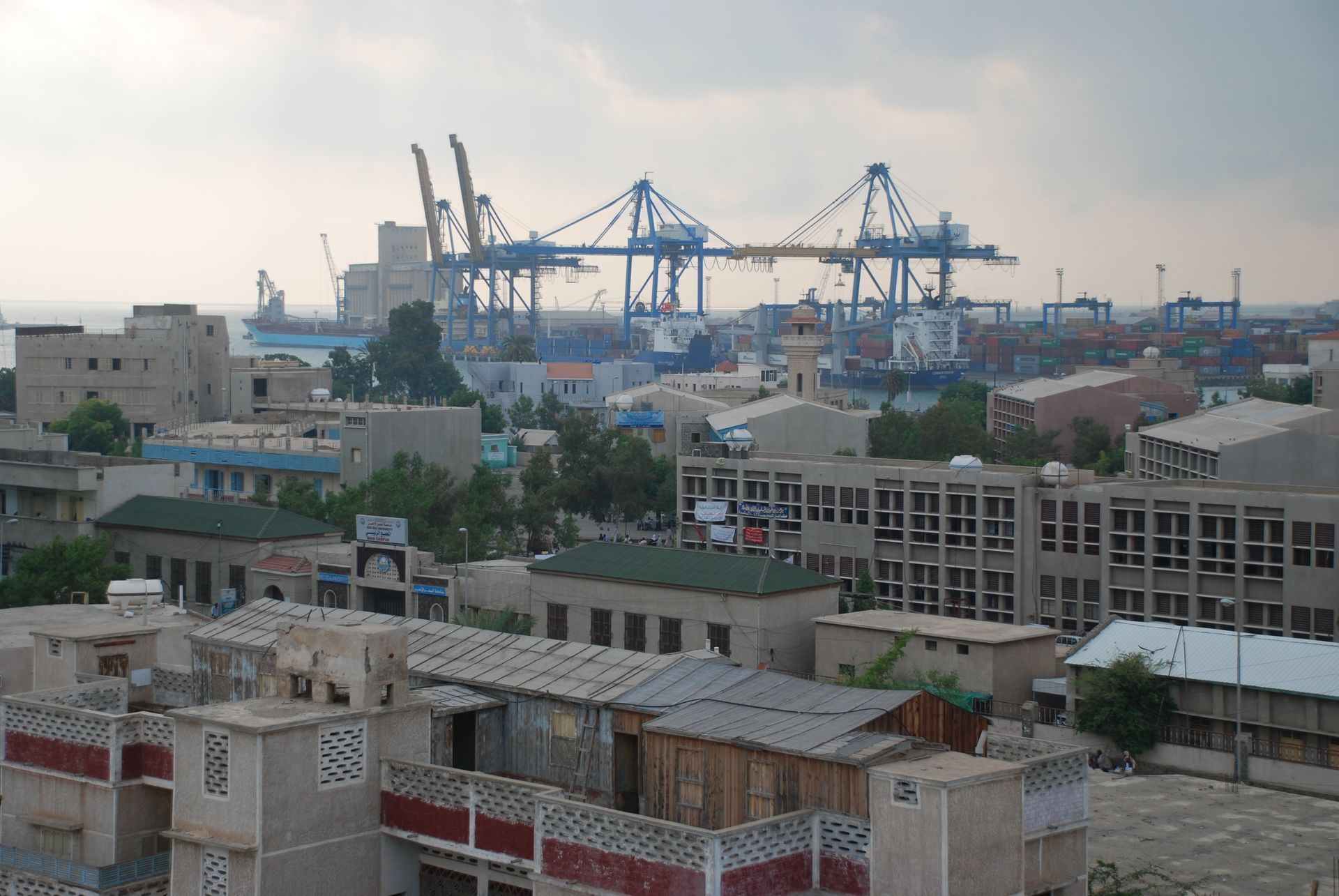
Port-Soudan , capitale arabe de la culture 2019 pour le Soudan.
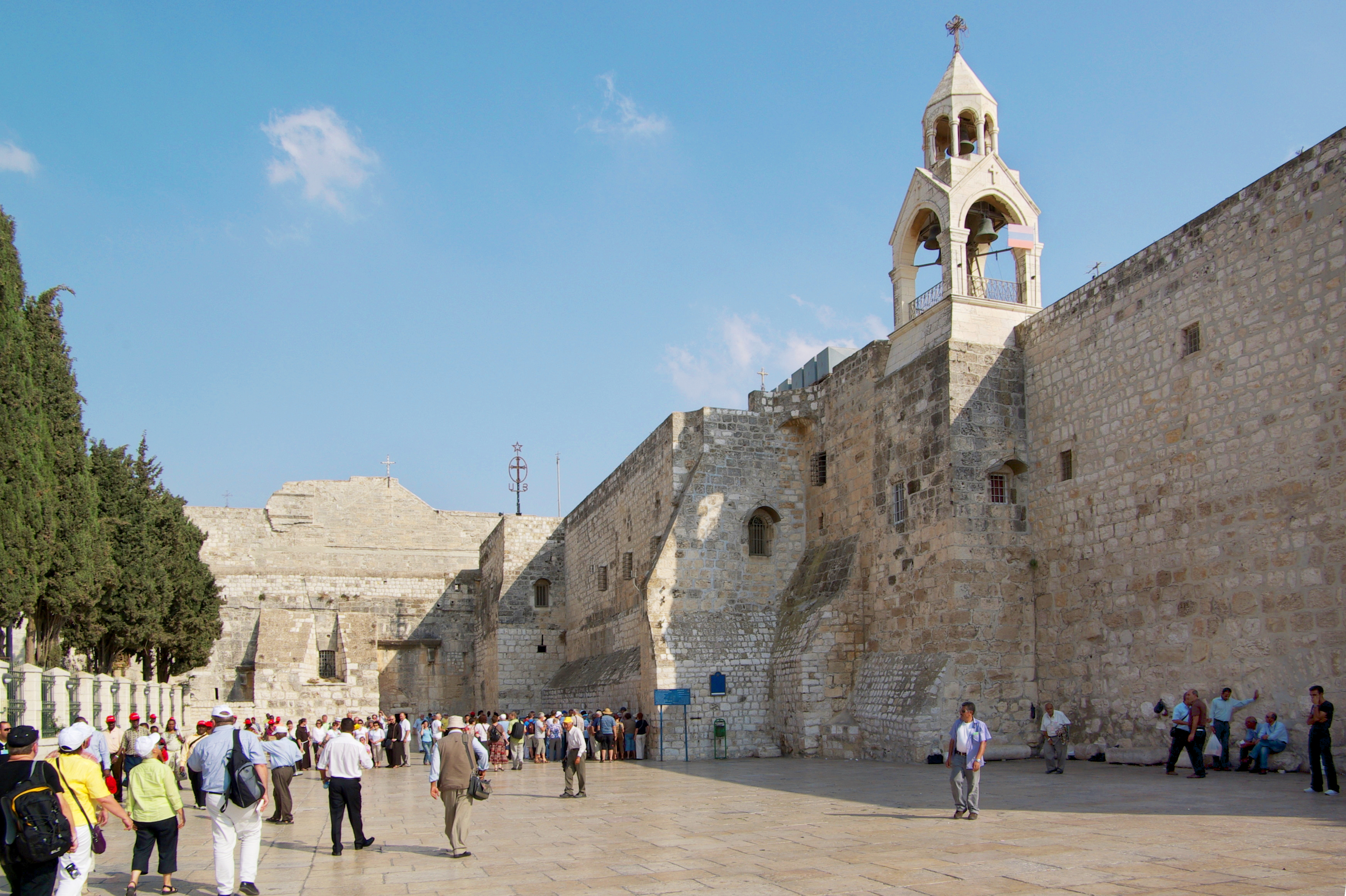
Bethléem , capitale arabe de la culture 2020 pour la Palestine.
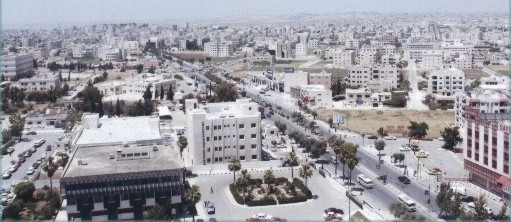
Irbid , capitale arabe de la culture 2021 pour la Jordanie.
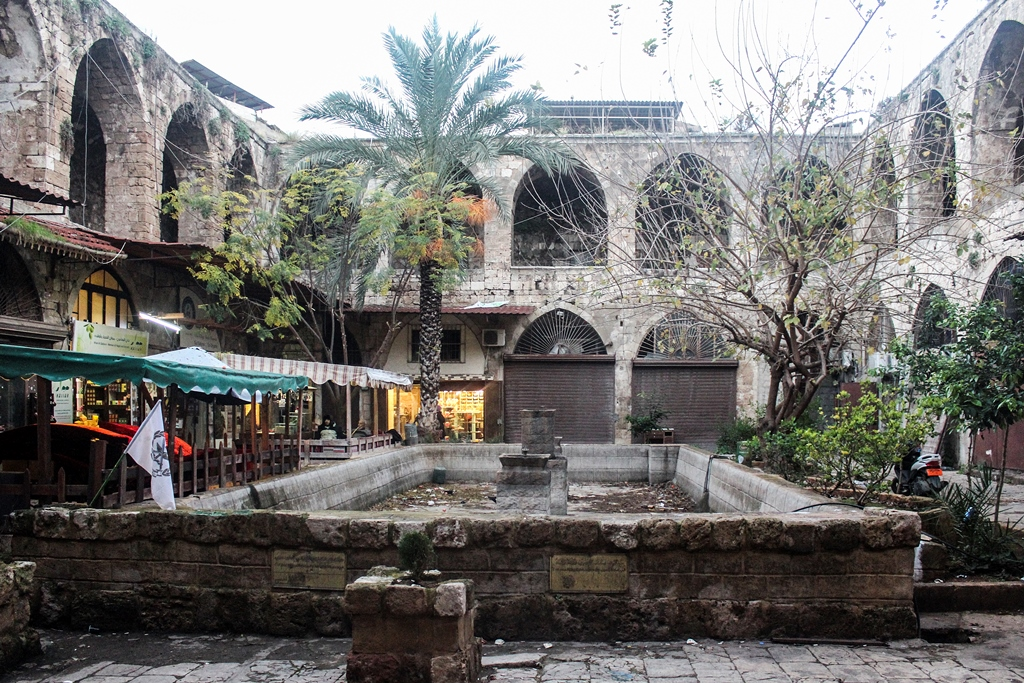
Tripoli , capitale arabe de la culture 2023 pour le Liban.